# Pollenia sakulasi
Pollenia sakulasi este o specie de muște din genul Pollenia, familia Calliphoridae, descrisă de Hiromu Kurahashi în anul 1987. Conform Catalogue of Life specia Pollenia sakulasi nu are subspecii cunoscute.